# Christian Meier (cyclisme)
Pour les articles homonymes, voir Christian Meier et Meier.
Christian Meier, né le 21 février 1985 à Sussex, est un coureur cycliste canadien. Professionnel de 2009 à 2016, il a notamment été champion du Canada sur route en 2008.

## Biographie
En 2005, Christian Meier intègre l'équipe continentale canadienne Symmetrics. Il est cette année-là champion du Canada du contre-la-montre espoirs, et de cyclo-cross espoirs et deuxième du championnat national sur route espoirs. En 2007, il est Champion du Canada sur route espoirs, deuxième du championnat du Canada du contre-la-montre espoirs, comme en 2006, et deuxième du Tour du Salvador et du Tour de Chihuahua. En 2008, il est cette fois champion du Canada élites.
Cette victoire lui permet d'intégrer l'équipe Garmin en tant que stagiaire. Il devient coureur professionnel dans cette équipe l'année suivante. Durant cette première saison, il dispute notamment le Tour Down Under, le Tour de Langkawi, de Critérium du Dauphiné, le Tour de Pologne et son premier grand tour, le Tour d'Espagne. En 2010, il est septième du Tour de Grande-Bretagne, dixième du Tour de Vénétie, prend part au Tour Down Under, au Tour de Catalogne, à Paris-Nice, au Critérium du Dauphine, et aide Daniel Martin à remporter le Tour de Pologne. Il n'est toutefois pas conservé par Garmin en fin d'année.
Il s'engage avec l'équipe continentale américaine UnitedHealthCare en 2010. Bien que celle-ci n'ait pas accès au calendrier World Tour, Christian Meier à l'occasion de se montrer à son avantage par des places d'honneur. Huitième du Tour des Asturies en mai, il montre une bonne forme lors des semi-classiques italiennes de fin de saison.
Il revient dans le World Tour en 2012, au sein de la nouvelle équipe australienne Orica-GreenEDGE. Il dispute le Tour de Catalogne, le Tour du Pays basque, le Tour de Romandie et le Tour d'Italie. Deuxième du championnat du Canada contre-la-montre pour la troisième fois, il prend la troisième place du Tour de Beauce. L'année suivante, il finit ses deux courses aux mêmes places, et dispute Tour d'Italie et Tour d'Espagne. En 2014, il dispute l'unique Tour de France de sa carrière. C'est également son dernier grand tour.
Fin 2015, il prolonge son contrat avec l'équipe Orica-GreenEDGE. À l'issue de la saison 2016, alors qu'il lui reste un an de contrat avec Orica, il décide de mettre fin à sa carrière de coureur
Il est propriétaire de trois cafés à Gérone, ville espagnole où résident de nombreux cyclistes professionnels.
À la suite de sa carrière de cycliste, il commence la course à pied en montagne. A ce titre il est sélectionné par le Canada pour les championnats du monde de trail long à Innsbruck en 2023 et remporte le 50 km du Trail 100 Andorra by UTMB en juin 2023. Enfin il remporte le 29 août 2023 la TDS (Trace des Ducs de Savoie), une course de l'Ultra-Trail du Mont-Blanc à Chamonix de 150 km et 9000 m de dénivelée positive environ, en 19 h 36 min. À cette occasion, il déclarera "le vélo c'est facile à côté".

## Palmarès sur route

### Par années
| - 2005 - Champion du Canada du contre-la-montre espoirs - 2e du championnat du Canada sur route espoirs - 3e du Tour de White Rock - 2006 - 3e étape du Tour du Salvador (contre-la-montre par équipes) - 2e du championnat du Canada sur route espoirs - 2e du championnat du Canada du contre-la-montre espoirs - 2007 - Champion du Canada sur route espoirs - 4e étape du Tour du Salvador (contre-la-montre par équipes) - 2e du Tour du Salvador - 2e du championnat du Canada du contre-la-montre espoirs - 2e du Tour de Chihuahua - 2008 - Champion du Canada sur route - Championnat du Nouveau-Brunswick sur route | - 2009 - 2e du championnat du Canada du contre-la-montre - 2011 - 2e du championnat du Canada du contre-la-montre - 2012 - 3e étape du Tour de White Rock - 2e du championnat du Canada du contre-la-montre - 3e du Tour de Beauce - 3e du Tour de White Rock - 2013 - 2e du championnat du Canada du contre-la-montre - 3e du Tour de Beauce - 2014 - 3e du championnat du Canada sur route - 2015 - 3e du championnat du Canada du contre-la-montre |  |

### Résultats sur les grands tours

#### Tour de France
1 participation
- 2014 : 121e

#### Tour d'Italie
2 participations
- 2012 : 135e
- 2013 : 143e

#### Tour d'Espagne
2 participations
- 2009 : non-partant (18e étape)
- 2013 : 82e

### Classements mondiaux
| Année            | 2006 | 2007  | 2008 | 2009 | 2010 | 2011 | 2012 | 2013 | 2014 | 2015 | 2016   |
| ---------------- | ---- | ----- | ---- | ---- | ---- | ---- | ---- | ---- | ---- | ---- | ------ |
| UCI World Tour   |      |       |      |      |      |      | nc   | nc   | nc   | nc   | nc     |
| UCI America Tour | 157e | 17e   | 16e  |      |      | 245e |      |      |      |      |        |
| UCI Europe Tour  |      | 1108e |      |      |      | 613e |      |      |      |      | 1 766e |

## Palmarès en cyclo-cross
- 2005-2006
  -  Champion du Canada de cyclo-cross espoirs
  - 3e du championnat du Canada de cyclo-cross